# (4629) Walford
(4629) Walford es un asteroide perteneciente al cinturón de asteroides, descubierto el 7 de octubre de 1986 por Eleanor F. Helin desde el Observatorio del Monte Palomar, Estados Unidos.

## Designación y nombre
Designado provisionalmente como 1986 TD7. Fue nombrado Walford en homenaje a Roy L. Walford, profesor de patología en la Escuela de Medicina de UCLA, conocido por su trabajo en gerontología.

## Características orbitales
Walford está situado a una distancia media del Sol de 2,659 ua, pudiendo alejarse hasta 3,207 ua y acercarse hasta 2,112 ua. Su excentricidad es 0,205 y la inclinación orbital 11,89 grados. Emplea 1584 días en completar una órbita alrededor del Sol.

## Características físicas
La magnitud absoluta de Walford es 13,5. Tiene 9,674 km de diámetro y su albedo se estima en 0,143.